# Estação Pré-Saint-Gervais
Pré-Saint-Gervais é uma estação da linha 7 bis do Metrô de Paris, localizada no 19.º arrondissement de Paris.

## História
A estação foi aberta em 1911.

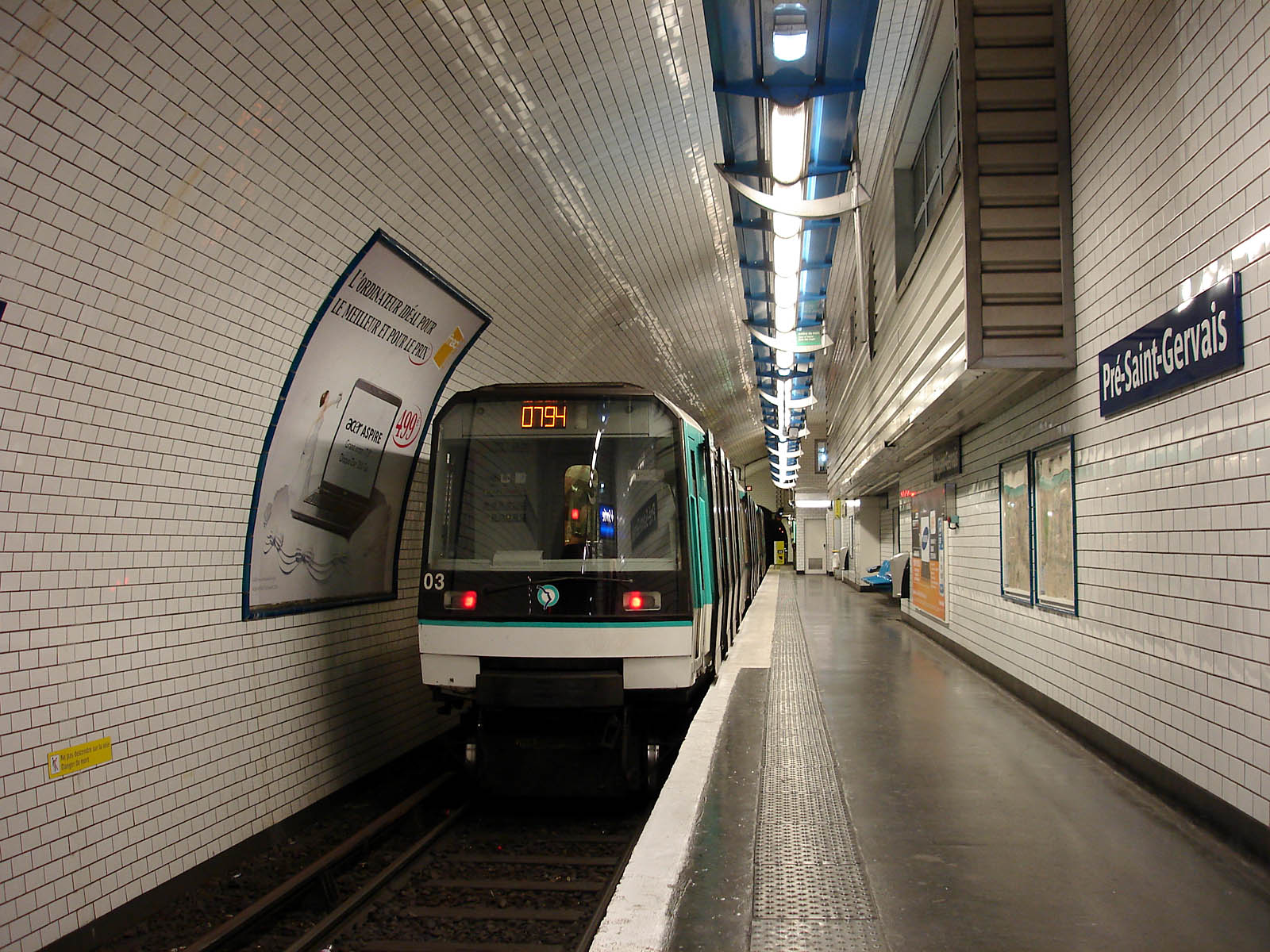
Um MF 88 com destino de Louis Blanc marcando uma parada prolongada na estação.

Ela se situa nas proximidades da porte du Pré-Saint-Gervais. Le Pré-Saint-Gervais é uma comuna de Seine-Saint-Denis, que leva o seu nome a partir de uma capela construída no meio dos prados, dedicada ao mártir são Gervásio.
Entre as estações Botzaris e Pré-Saint-Gervais, ao longo da rue de Bellevue (feita em 1812), se encontram os seis moinhos da butte de Beauregard.
Em 2011, 451 729 passageiros entraram nesta estação. Ela viu entrar 365 930 passageiros em 2013 o que a coloca na 301ª e penúltima posição das estações de metrô por sua frequência, a frente de Église d'Auteuil.

## Serviços aos Passageiros

### Plataforma

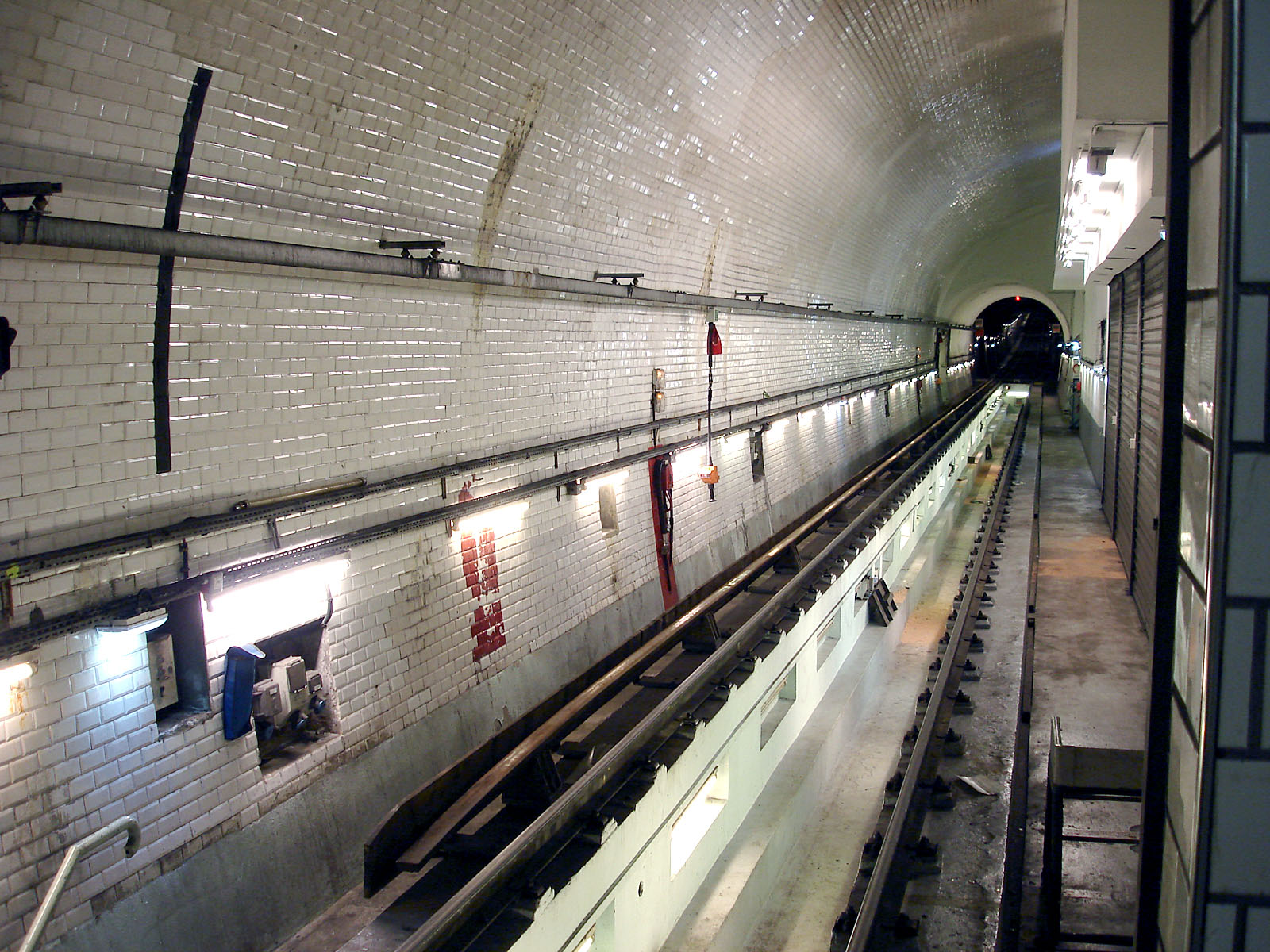
A voie navette vista da estação.

A estação Pré-Saint-Gervais é composta por uma plataforma central e duas vias; a da esquerda no sentido de circulação dos trens é usada pelos trens provenientes de Place des Fêtes enquanto que a da direita serve de garagem dos trens mas também de oficina de manutenção (posto de visita reforçado).
É nesta última via (também chamada Voie navette, inaugurada em 27 de novembro de 1921) que junta a Voie des Fêtes na antiga estação Porte des Lilas, antes de terminar na via de bandeja (garagem). O terminal "comercial" de Pré-Saint-Gervais desempenha o papel de terminal técnico, com o tempo necessário de regulação e de pausa para os condutores. Ele é usado por uma parada prolongada dos trem sem que os passageiros sejam obrigados a descer dele.

### Intermodalidade
A estação é servida pela linha 48 da rede de ônibus RATP. Nas proximidades, se encontra a estação Hôpital Robert-Debré da linha de tramway T3b.